# بلويرميل
بلويرميل هي بلدية جديدة فرنسية تقع في إقليم موربيهان في منطقة برطانية، تم تأسيسها في عام 2019 بواسطة اندماج بلدة بلويرميل التاريخية وبلدة مونتيرين.
على الرغم من وجود عدة معالم ضخمة من العصور الميغاليتية تشير إلى وجود الإنسان في هذا الإقليم في فترة نهاية العصر الحجري (من 3000 إلى 2300 قبل الميلاد)، إلا أن أقدم إشارة معروفة إلى مدينة بلويرميل هي Plebs Arthmael، والتي ظهرت لأول مرة في سجل الأراضي في ريدون عام 835.
في نهاية القرن الثاني عشر، كانت بلويرميل مع حكمها القليل والذي امتد لنحو عشر كنائس، واحدة من المكونات الرئيسية للممتلكات الكبيرة التي كانت تديرها دوقية بريتاني، وهي الوحيدة في وسط بريتاني في ذلك الوقت. بعد ذلك، شهدت المدينة تواجد دوق بريتانيا حتى القرن السادس عشر بسبب موقعها الاستراتيجي. في القرن السادس عشر، دخلت المدينة في ملكية العائلة المالكة الفرنسية.
خلال الحروب الدينية في فرنسا، دمرت الديانوناتين المرموقين بوميرميل بسبب موقفها المناهض لهم، وتم إعادة بناؤهما في وقت لاحق. بعد الفترة الثورية التي شهدتها البلاد والتي تضمنت سلسلة من الكمائن والهجمات، قام جان ماري دو لا ميني بإنشاء معهد الأخوة التعليمية في عام 1824.
ومع وصول السكك الحديدية في عام 1882، تجاوزت المدينة عزلتها وأسهمت في تطوير الأسواق والتجارة. في عام 1904، تم طرد الأخوة من قبل الجيش. تعرضت بلويرميل للاحتلال من قبل القوات الألمانية خلال الحرب العالمية الثانية وتم قصفها في 12 يونيو 1944.
شهدت المدينة تطورًا اقتصاديًا وديمغرافيًا كبيرًا اعتبارًا من السبعينيات، حيث ارتفع عدد سكانها بنسبة 61% بين عامي 1968 و 2013، وذلك بفضل تطوير الطريق السريع بين رين ولوريان (طريق RN 24) والتعمير الكبير. في 1 يناير 2019، امتصت البلدية بلدة مونتيرين وأصبحت بلدية جديدة من الناحية الإدارية.
تتمتع المدينة بتراث معماري غني سواء من النواحي المدنية أو الدينية. على الرغم من أن القليل من أجزاء الأسوار قد نجت من النزاعات المختلفة التي أثرت على المدينة، إلا أن بعضها لا يزال يمكن مشاهدته على سور المدينة الشمالي، مثل برج ثابور. تبقى العديد من المباني القديمة في وسط المدينة، مثل فندق دوكس دو بريتاني (1150)، ومنزل المارموست (1586)، ومنزل بيجاريه (1669)، وفندق كريفي (اليوم مقهى كواترو سولدات) (القرن السابع عشر). من الناحية الدينية، تمتاز المدينة بوجود ثلاث أديرة، أديرة الكارميل، أديرة الأورسولين، وأديرة الكرمليات (التي تم تدمير جزء منها في حريق عام 2006). وأخيرًا، كنيسة سانت أرميل هي أبرز وأهم معلم في بلويرميل. إنها تحتضن تمثال دوقي جان الثاني وجان الثالث من بريتاني.
شمال الإقليم البلدي يقع بركة دوق، وهي مساحة مائية تبلغ مساحتها 2.5 كيلومتر مربع ومعترف بها من الناحية الطبيعية بسبب وجود العديد من النباتات المائية وكونها محطة هجرة للطيور المائية. تم تجهيز المكان بمركز للأنشطة المائية ودائرة نباتية مخصصة لزهور الدرج وقربها.